# Adesmus juninensis
Adesmus juninensis là một loài bọ cánh cứng trong họ Cerambycidae.